# Trésor de Silverdale
Le trésor de Silverdale est un trésor de l'âge des Vikings découvert en septembre 2011 près du village de Silverdale, dans le Lancashire, en Angleterre. Enfoui aux alentours de l'an 900, il s'agit du troisième plus gros trésor en argent de la période viking découvert en Angleterre, après le trésor de Cuerdale et le trésor de Harrogate.

## Contenu
Le trésor se compose de près de 200 objets en argent conservés dans un récipient en plomb. Il comprend notamment 27 pièces de monnaie, 10 brassards, 2 bagues, 14 lingots, 6 fragments de broche, un fil. Le reste se compose de fragments de lingots et de brassards, réduits en morceaux afin de servir de monnaie d'échange. Les pièces sont d'origine variée, avec des dirhams abbassides, des deniers carolingiens et des pennies à l'effigie d'Alfred le Grand. L'une d'elles porte le nom Airdeconut, un roi entièrement inconnu jusqu'alors qui pourrait être un souverain du royaume viking d'York.